# 佩塔尔·特尔博耶维奇
佩塔尔·特尔博耶维奇（羅馬化：Petar Trbojević，1973年9月9日—），塞尔维亚男子水球运动员。他曾代表南联盟、塞尔维亚和黑山参加1996年、2000年和2004年夏季奥林匹克运动会水球比赛，获得一枚银牌和一枚铜牌。